# 凯伦策山公路隧道
凯伦策山公路隧道（德語：Kerenzertunnel）是瑞士的一座公路隧道，全长5760米，穿过格拉鲁斯州北部格拉鲁斯山的凯伦策山，与附近的凯伦策山铁路隧道大致平行，单洞双车道，承载瑞士A3高速公路的自西向东方向，自东向西方向的A3高速由瓦伦湖畔的三条较短穿山隧道组成。

## 图集

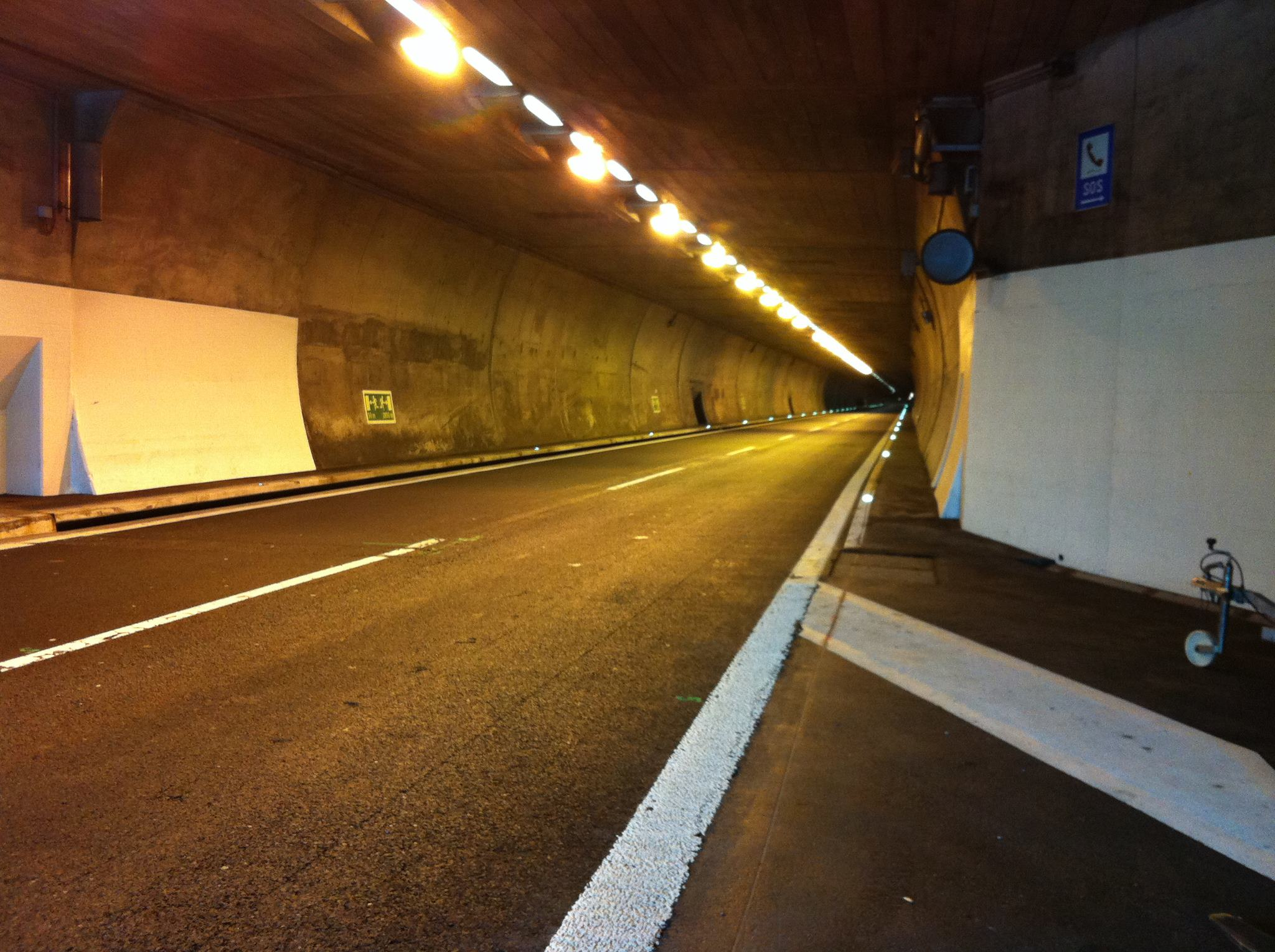
隧道内景，2012年
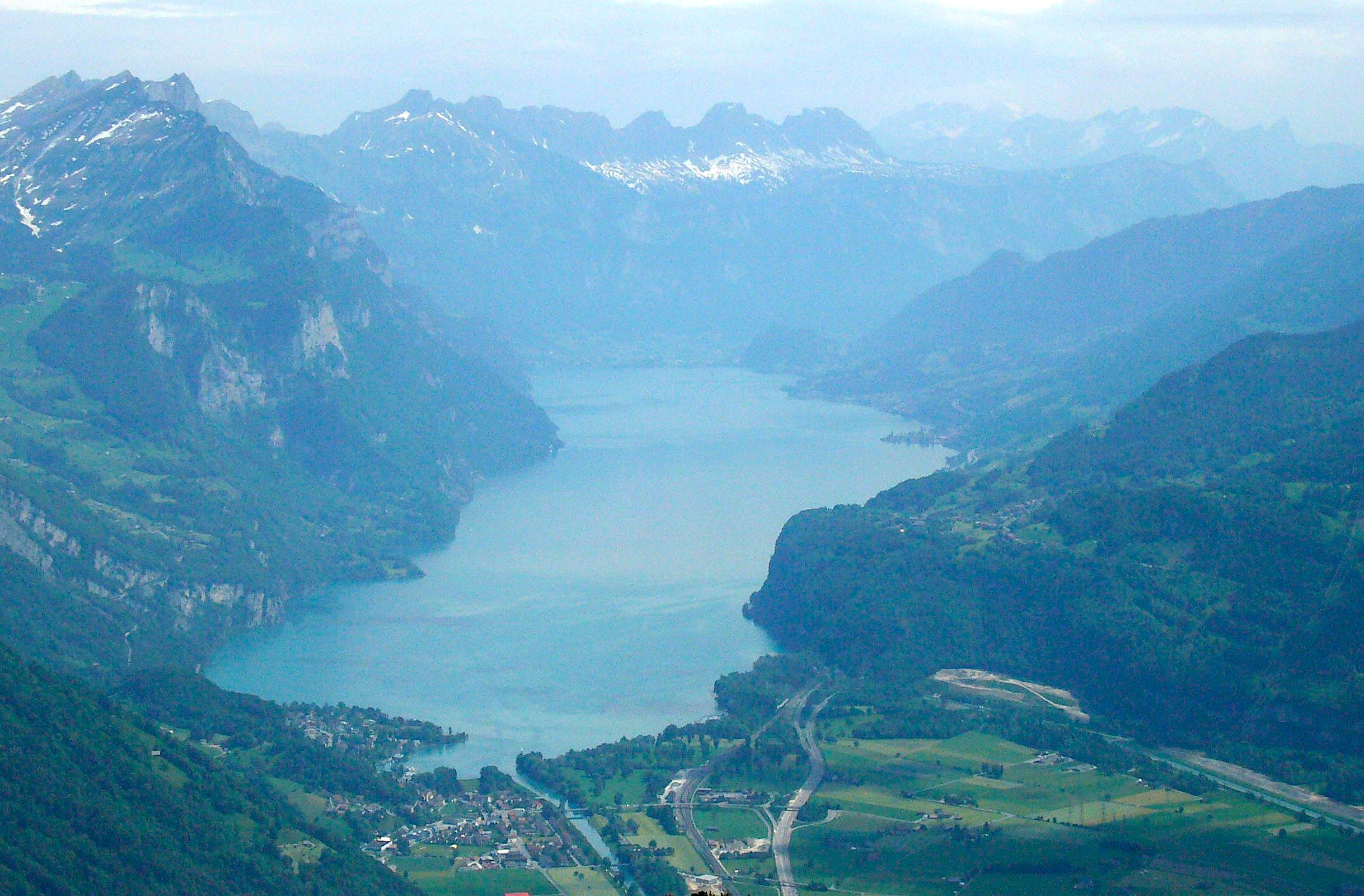
凯伦策山与瓦伦湖